# Haworthiopsis coarctata var. adelaidensis
Haworthiopsis coarctata var. adelaidensis, coneguda abans com Haworthia coarctata var. adelaidensis, és una varietat de Haworthiopsis coarctata i està dins del gènere Haworthiopsis.

## Descripció
Hawortthiopsis coarctata var. adelaidensis és una petita suculenta de creixement lent amb una roseta de fins a 12 cm de diàmetre i amb fulles més llargues i estretes que la varietat tipus que acabaran formant grups força densos. A una exposició a ple sol produirà colors i tons excel·lents de vermell i taronja. No obstant això, l'exposició continuada a un sol d'estiu pot danyar la planta. El fullatge té un color verd fosc i està cobert de punts blancs en relleu. Les seves flors són blanques.

## Distribució i hàbitat
Haworthiopsis coarctata var. adelaidensis es troba a la zona al nord i a l'oest de Grahamstown, a la província sud-africana del Cap Oriental.
En el seu hàbitat forma grups de rosetes i creix als barrancs, a les parets rocoses i a les escletxes. L'espècie no se considera amenaçada al seu hàbitat a principis del segle xxi.

## Taxonomia
Haworthiopsis coarctata var. adelaidensis va ser descrita per (Poelln.) G.D.Rowley i publicat a Alsterworthia Int., Special Issue 10: 4, a l'any 2013.
Etimologia
L'epítet varietal adelaidensis prové del lloc geogràfic on suposadament es va trobar per primer cop a la ciutat sud-africana d'Adelaide.
Sinonímia
- Haworthia reinwardtii var. adelaidensis Poelln., Beitr. Sukkulentenk. Sukkulentenpflege 2: 43 (1940). (Basiònim/Sinònim substituït)
- Haworthia coarctata subsp. adelaidensis (Poelln.) M.B.Bayer, Natl. Cact. Succ. J. 28: 86 (1973).
- Haworthia coarctata var. adelaidensis (Poelln.) M.B.Bayer, Haworthia Revisited: 172 (1999).
- Haworthia adelaidensis (Poelln.) Breuer, Gen. Haworthia 1: 7 (2010).[7]